# الأبوة والأمومة عند المثليين
تشير الأبوة والأمومة عند المثليين إلى تربية المثليين والمثليات ومزدوجي التوجه الجنسي والمتحولين جنسياً (اختصاراً: مجتمع الميم). لواحد أو أكثر من الأطفال كوالدين أو آباء بالحضانة. وهذا يشمل: الأطفال التي يربيهم الأزواج المثليين (الأبوة والأمومة عند المثليين)، والأطفال التي يربيهم الآباء المثليون من العزاب، والأطفال التي يربيهم زوجان مغايران أين شريك واحد على الأقل منهم من المثليين.
يمكن للأفراد المثليين أن يصبحوا آباء وأمهات من خلال وسائل مختلفة بما في ذلك العلاقات الحالية أو السابقة، والتزاوج، والتبني، والتلقيح من الجهات المانحة، والتلقيح المدعوم من الشريك، وتأجير الرحم.
تشير الأبحاث العلمية إلى أن أطفال الأزواج المثليين يعيشون جيدًا.

## الحالات

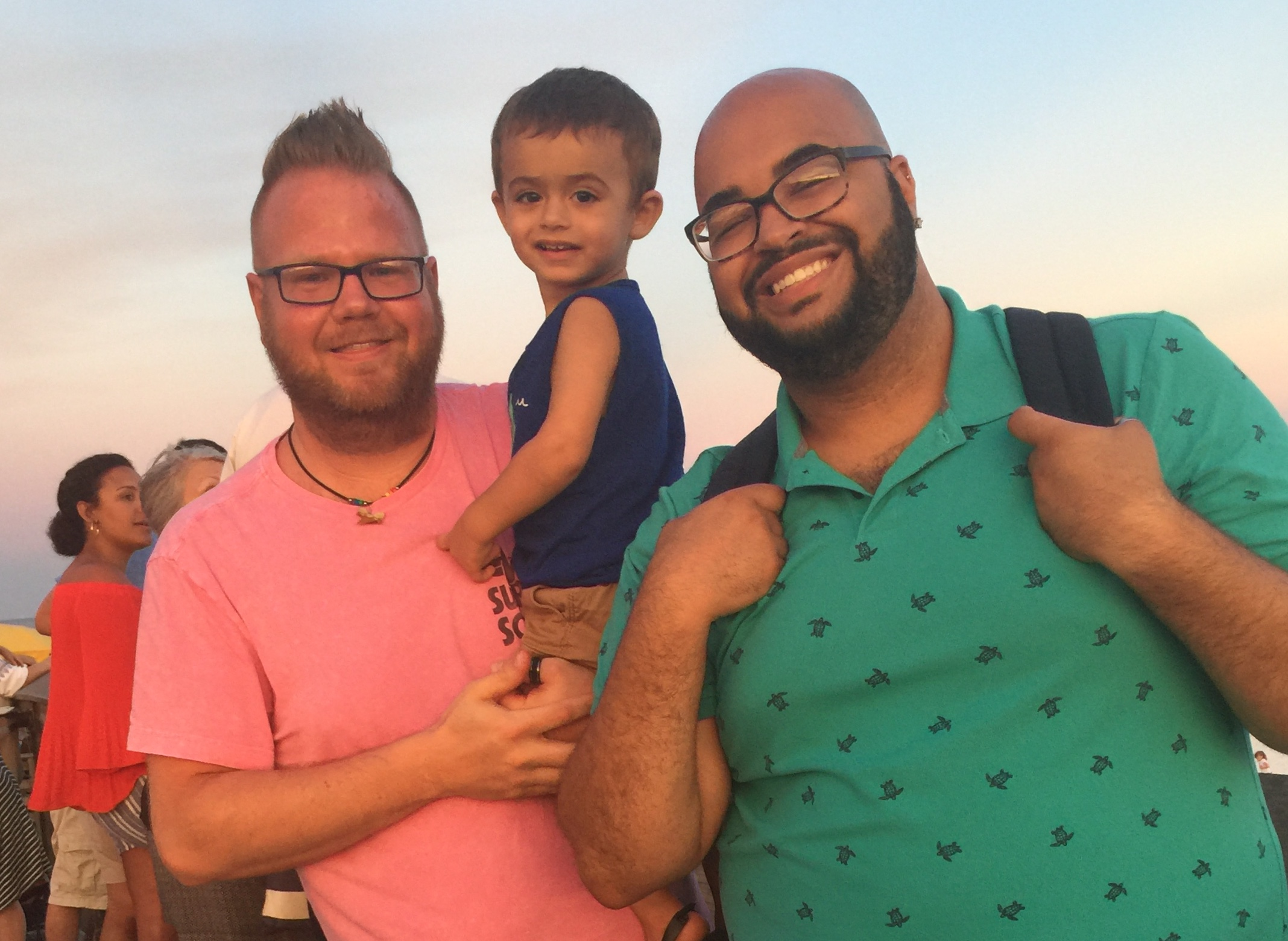
زوجان مثليان مع طفلهما.

يمكن للأفراد المثليين أن يصبحوا آباء وأمهات من خلال وسائل مختلفة بما في ذلك العلاقات الحالية أو السابقة، والتزاوج، والتبني، والتلقيح من الجهات المانحة، والتلقيح المدعوم من الشريك، وتأجير الرحم. قد يكون لرجل مثلي الجنس أو امرأة مثلية الجنس أو شخص متحول جنسياً تحول في وقت لاحق من الحياة أطفال من علاقة مغايرة، مثل الزواج ذي التوجه المختلط، لأسباب مختلفة. بعض الأطفال لا يعرفون أن لديهم والداً من المثليين؛ تختلف مشكلات الإفصاح عن الميول المثلية وقد لا يكشف بعض الآباء لأبنائهم عن أنهم من المثليين. بناءً على ذلك، فإن الطريقة التي يستجيب بها الأطفال لوالدهم (آبائهم) من مجتمع الميم ليست لها علاقة بتوجههم الجنسي أو الجندر الذي يختارونه، بل تتعلق بكيفية استجابة أي من الوالدين للإفصاح عن الميول المثلية؛ أي ما إذا كان هناك حل للشراكات الوالدية أو بالأحرى إذا حافظ الوالدان على علاقة صحية ومنفتحة وتواصلية بعد الإفصاح عن الميول المثلية أو أثناء تحول أحدهما في حالة كون أحد الوالدين متحولا جنسيا.
كثير من الأشخاص من مجتمع الميم آباء وأمهات. حسب تعداد الولايات المتحدة 2000، على سبيل المثال، أفادت 33% من أسر النساء المثليات و 22% من أسر الرجال المثليين عن طفل واحد على الأقل دون سن 18 عامًا يعيش في المنزل. في عام 2005، كان يعيش ما يقدر بنحو 270,313 طفلاً في الولايات المتحدة في أسر يرأسها مثليون.

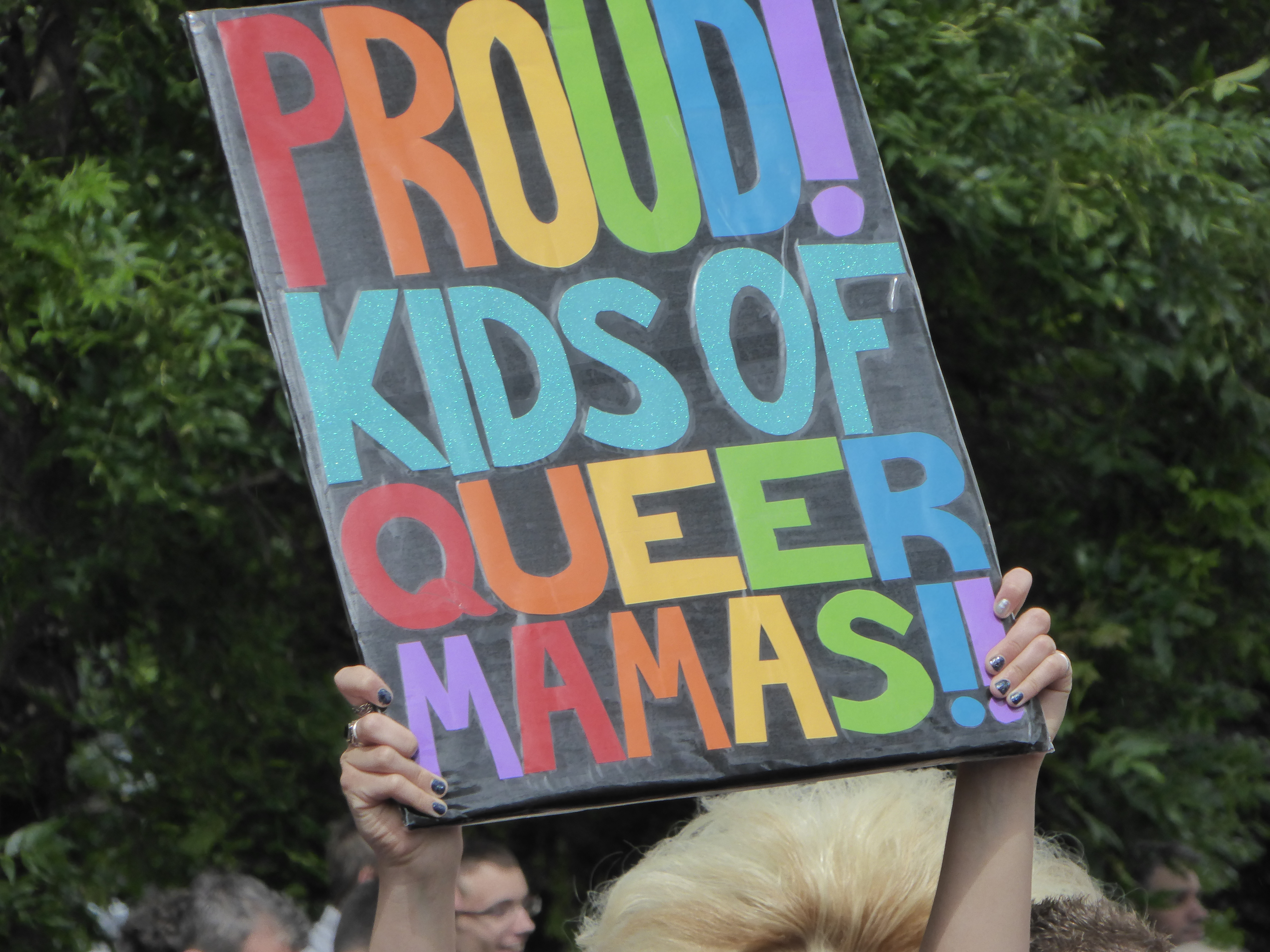
أطفال يحملون للافتة مكتوب عليها: أولاد فخورون لأمهات كويريات في مسيرة لفخر المثليين

### التبني

الوضع القانوني لتبني المثليين للأطفال حول العالم.
التبني المشترك للأطفال من قبل الأزواج المثليين قانوني
تبني أحد الشريكين للطفل البيولوجي للشريك الآخر قانوني
لا توجد قوانين تسمح بتبني الأزواج المثليين للأطفال

التبني المشترك للأزواج المثليين أمر قانوني في 27 دولة وفي بعض الأقاليم دون الوطنية. علاوة على ذلك، قامت 7 دول بتشريع شكل من أشكال تبني الشريك للطفل البيولوجي للشريك الآخر.

### الأحكام
في يناير/كانون الثاني 2008، حكمت المحكمة الأوروبية لحقوق الإنسان بعدم جواز استبعاد مُلتمس مؤهل قانونيًا ومناسب من التبني بناءً على توجهه الجنسي.
في عام 2010، أعلنت إحدى محاكم فلوريدا أن «التقارير والدراسات توصلت إلى عدم وجود فروق في الأبوة والأمومة للمثليين جنسياً أو نمو أطفالهم»، لذلك فإن المحكمة مقتنعة بأن القضية أبعد من أن تكون محل نزاع وأنه سيكون من غير المنطقي الاحتفاظ بها غير ذلك.

### تأجير الأرحام
يقرر بعض الأزواج المثليين أن يقوموا بحمل بديل. الامة الحاضنة هي امرأة تحمل بيضة مخصبة بحيوانات منوية لأحد الرجال. تصبح بعض النساء أما بديلة مقابل المال، والبعض الآخر لأسباب إنسانية أو كليهما. يمكن وصم والتمييز ضد الوالدين الذين يستخدمون خدمات تأجير الأرحام.

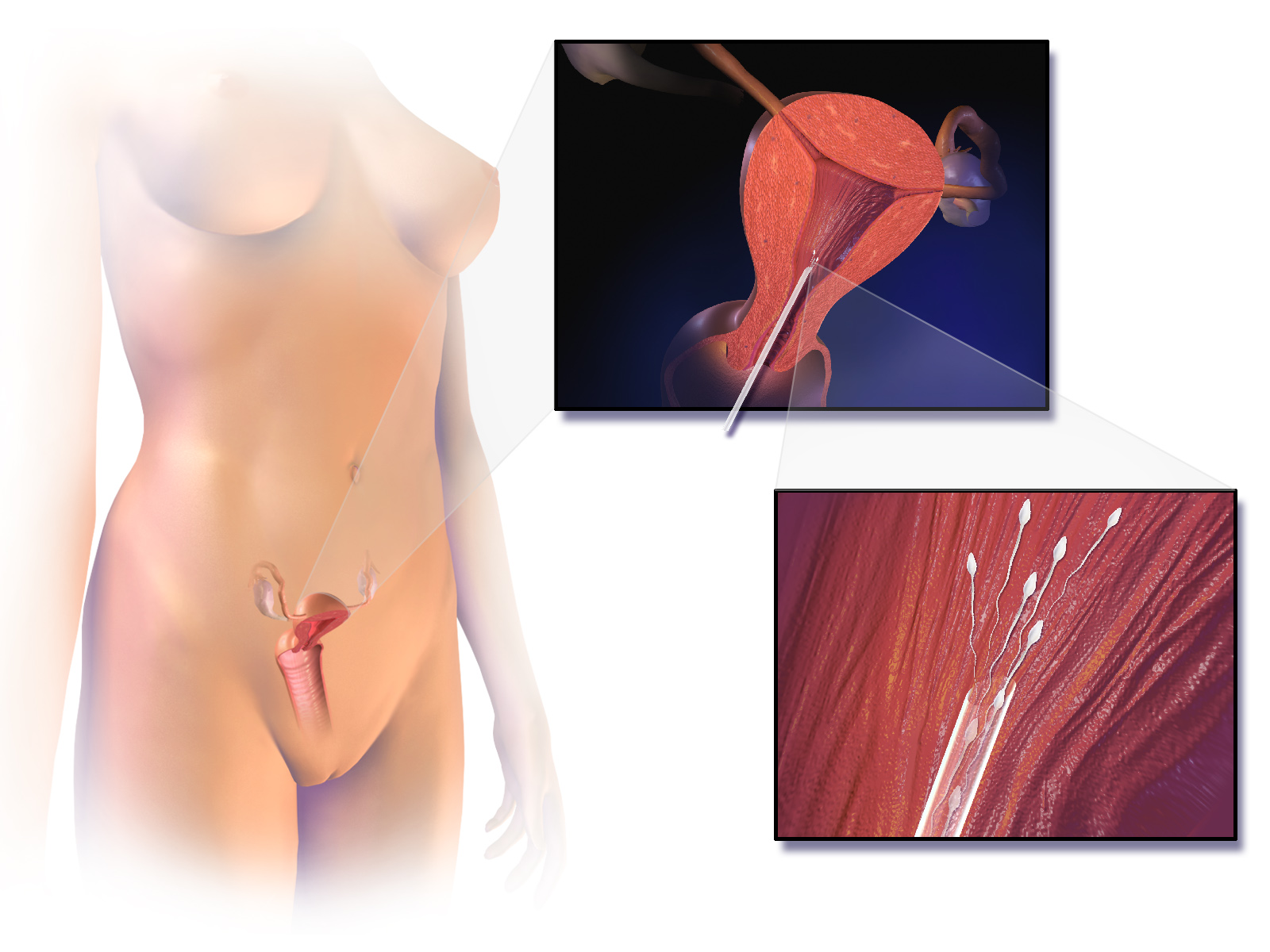
التوضيح تخطيطي لكيفية إجراء تأجير الأرحام.

### التلقيح
التلقيح هو وسيلة تستخدم في الغالب من قبل الزوجات المثليات. هو عندما يتم إخصاب شريك مع حقن الحيوانات المنوية المانحة من خلال حقنة. بعض الرجال يتبرعون بالحيوانات المنوية لأسباب إنسانية، والبعض الآخر مقابل المال أو كليهما. في بعض البلدان، يمكن أن تختار الجهة المانحة عدم الكشف عن هويتها (على سبيل المثال في إسبانيا) وفي بلدان أخرى لا يمكن حجب هويتها (المملكة المتحدة).

### التلقيح المدعوم من الشريك
يستخدم التلقيح المدعوم من الشريك من قبل الأزواج الذين يملك كلاهما جهازا تناسليا للإناث. باستخدام الإخصاب في المختبر، تتم إزالة البيض من أحد الشركاء لاستخدامه في تكوين أجنة مع الأمل أن يحملها الشريك الآخر لحمل ناجح.

### طرق قيد التطوير
يجري العلماء حاليًا بحثًا عن أنواع بديلة من الأبوة البشرية التي يمكن أن تساعد الأزواج المثليين على إنجاب الأطفال. أحد الاحتمالات هو الحصول على الحيوانات المنوية من الخلايا الجذعية الجلدية.

## الإحصاءات
وفقًا لمجلة الإحصاء الأمريكي التي نشرت في ديسمبر 2007، فإن الأزواج المثليين مع الأطفال لديهم موارد اقتصادية أقل بكثير ومعدلات ملكية منزل أقل بكثير من الأزواج المغايرين.
وفقًا لمسح 2013-2014 الذي أجراه معهد علم النفس التابع للأكاديمية البولندية للعلوم في بولندا على 3,000 شخص من المثليين الذين يعيشون في علاقات مثلية يعيشون في البلاد، كان 9% (11.7% من النساء و 4.6% من الرجال) من الشركاء المثليين آباء. كان لتعداد عام 2011 الكندي استنتاجات مماثلة لتلك التي توصلت إليها الدراسة البولندية: 9.4% من الأزواج المثليين في كندا كانوا يقومون بتربية الأطفال.

## الأبحاث
يُظهر البحث العلمي باستمرار أن الوالدين المثليين والمثليات يتمتعون بلياقة وقدرة مثل الوالدين المغايرين، وأن أطفالهم يتمتعون بصحة نفسية ومعدّلون تمامًا مثل أولئك الذين يربيهم آباء مغايرون جنسياً. لم تحدد الاتحادات الكبرى لأخصائيي الصحة العقلية في الولايات المتحدة وكندا وأستراليا أبحاثًا تجريبية ذات مصداقية تشير إلى عكس ذلك.
في الولايات المتحدة، أجريت دراسات حول تأثير الأبوة والأمومة للمثليين والمثليات على الأطفال لأول مرة في السبعينيات، وتم توسيعها خلال الثمانينيات في سياق الأعداد المتزايدة من الآباء المثليين والمثليات الذين يبحثون عن الحضانة القانونية لأطفالهم البيولوجيين.

### المنهجية
تشمل دراسات الأبوة والأمومة للمثليين أحيانًا من عينات صغيرة و/أو غير عشوائية وعدم القدرة على تنفيذ جميع الضوابط الممكنة، نظرًا لصغر عدد الآباء من المثليين والعقبات الثقافية والاجتماعية التي تحول دون تحديدهم كآباء وأمهات مثليين.
حددت مراجعة 1993 نشرت في مجلة الطلاق والزواج أربعة عشر دراسات تتناول آثار الأبوة والأمومة للمثليين على الأطفال. خلصت المراجعة إلى أن جميع الدراسات تفتقر إلى الصلاحية الخارجية، وبالتالي: «إن استنتاج أنه لا توجد فروق ذات دلالة إحصائية في الأطفال الذين ربتهم الأمهات المثليات مقابل الأمهات المغايرات لا تدعمه قاعدة بيانات الأبحاث المنشورة.»
شرح تحليل فيتزجيرالد لعام 1999 بعض الصعوبات المنهجية:

تعاني العديد من هذه الدراسات من قيود ونقاط ضعف مماثلة، وتتمثل العقبة الرئيسية في صعوبة الحصول على عينات تمثيلية عشوائية على مجتمع غير مرئي تقريبًا. العديد من الآباء المثليين والمثليات ليسوا منفتحين على توجههم الجنسي بسبب مخاوف حقيقية من التمييز، رهاب المثلية، والتهديدات بفقدان حضانة أطفالهم. أولئك الذين يشاركون في هذا النوع من الأبحاث عادة ما يكونون منفتحين نسبيًا حول المثلية الجنسية، وبالتالي، قد يقومون بتحيز البحث نحو مجموعة معينة من الآباء المثليين والمثليات.
نظرًا للاستخدام الحتمي لعينات متوافقة، عادة ما تكون أحجام العينات صغيرة جدًا، وتبدو غالبية المشاركين في البحث متجانسة تمامًا - على سبيل المثال من ذوي البشرة البيضاء والطبقة المتوسطة والحضرية والمتعلمة جيدًا. وهناك نمط آخر يتمثل في التباين الواسع بين عدد الدراسات التي أجريت مع أطفال الآباء المثليين وتلك مع الأمهات المثليات...
هناك عامل محتمل آخر ذو أهمية وهو إمكانية التحيز الاجتماعي المرغوب فيه عندما تستجيب مواضيع البحث بطرق تقدم نفسها وعائلاتها في ضوء مرغوب فيه بقدر الإمكان. يبدو أن هذه الظاهرة ممكنة بسبب رغبة هؤلاء السكان في تعويض الصور السلبية والتمييز عكسهم. وبالتالي، قد تكون نتائج هذه الدراسات فيها التحيز الذاتي.

وفقًا لبحث عام 2001 ل21 دراسة قام بها ستايسي وبيبلارز نُشرت في المجلة الاجتماعية الأمريكية: «يفتقر [الباحثون] إلى بيانات موثوقة حول عدد وموقع الآباء المثليين والمثليات مع الأطفال في عموم السكان، لا توجد دراسات عن نمو الطفل على أساس عينات عشوائية تمثيلية من هذه الأسر: تعتمد معظم الدراسات على عينات صغيرة الحجم ومن كرة الثلج ومهمة مستمدة في المقام الأول من الشبكات أو الوكالات الشخصية والمجتمعية، وقد أجريت معظم الأبحاث حتى الآن على الأمهات المثليات البيض اللاتي تعلمن نسبياً وناضجات ويقمن في المراكز الحضرية التقدمية نسبيا، وغالبا في ولاية كاليفورنيا أو الولايات الشمالية الشرقية».
في الدراسات الحديثة، تم حل العديد من هذه المشكلات بسبب عوامل مثل المناخ الاجتماعي المتغير للأشخاص المثليين.
ذكرت ورقة بحث لهيرك لعام 2006 في محلة النفس الأمريكية:

زاد التطور المنهجي العام وجودة الدراسات في هذا المجال على مر السنين، كما هو متوقع لأي مجال جديد من البحث التجريبي. أبلغت الأبحاث الحديثة عن بيانات من عينات محتملة ومناسبة مجتمعية، واستخدمت أساليب تقييم أكثر صرامة، ونشرت في مجلات علم النفس التنموي باحترام كبير واستشهد بها على نطاق واسع، بما في ذلك نمو الطفل وعلم النفس التنموي. البيانات متوفرة بشكل متزايد من الدراسات المستقبلية. بالإضافة إلى ذلك، في حين أن عينات الدراسة المبكرة كانت تتكون أساسًا من الأطفال المولودين في الأصل في علاقات مغايرة جنسياً والتي تم حلها فيما بعد عندما أعلن أحد الوالدين عن كونه من المثليين أو المثليات، فمن المرجح أن تشمل العينات الحديثة الأطفال الذين يولدون ضمن علاقة مثلية أو يتم تبنيهم في طفولتهم من قبل زوجين مثليين. وبالتالي، فهم أقل عرضة للتشويش من آثار وجود أحد الوالدين من الأقليات الجنسية مع نتائج الطلاق.
حدد بحث 2002 ل20 دراسة تفحص النتائج بين الأطفال الذين ترعرعوا من قبل الوالدين المثليين أو المثليات ووجدت أن هؤلاء الأطفال لا يختلفون بشكل منهجي عن تلك التي أثارها الوالدان المغايريان في أي من النتائج المدروسة.
في شهادة في عام 2009 قدمت في قضية غيل ضد مكتب إدارة شؤون الموظفين، مايكل لامب، أستاذ علم النفس ورئيس قسم الاجتماعي وعلم النفس التنموي في جامعة كامبريدج، قائلا:

المنهجيات المستخدمة في الدراسات الكبرى من الأبوة والأمومة للمثليين تلبي معايير البحث في مجال علم النفس التقدمي وعلم النفس بشكل عام. نُشرت الدراسات الخاصة بالأبوة والأمومة للمثليين في المجلات الرائدة في مجال تنمية الطفل والمراهق، مثل تنمية الطفل، التي نشرتها جمعية الأبحاث في تنمية الطفل، وعلم النفس التنموي، التي نشرتها الجمعية الأمريكية لعلم النفس، ومجلة علم نفس الطفل والطب النفسي، والمجلات الرائدة في مراجعة الأقران في مجال تنمية الطفل. ظهرت معظم الدراسات في هذه المجلات (أو ما شابه ذلك) التي تمت مراجعتها بدقة من قبل النظراء للغاية، والتي تمثل معاييرها إجماع الخبراء على المعايير العلمية الاجتماعية المقبولة عمومًا للبحوث المتعلقة بتنمية الطفل والمراهق. قبل النشر في هذه المجلات، كانت هذه الدراسات مطلوبة لإجراء عملية مراجعة دقيقة للنظراء، ونتيجة لذلك، فإنها تشكل نوع البحث الذي يعتبره أعضاء المهن المعنية موثوقًا به. تتوافق مجموعة الأبحاث حول أسر المثليين مع المعايير في المجالات ذات الصلة وتنتج استنتاجات موثوقة."
اقتصرت دراسة لغارتريل وبوس التي استمرت 25 عامًا، والتي نُشرت في عام 2010، على الأمهات اللائي سعين إلى تلقيح من المتبرعين والذين ربما يكونوا أكثر تحمسًا من الأمهات في ظروف أخرى. لاحظ غارتريل وبوس أن قيود الدراسة شملت استخدام عينة غير عشوائية، وأن مجموعة المثليات والمجموعة الضابطة لم تتطابق مع العرق أو منطقة الإقامة. كانت الدراسة مدعومة بمنح من مؤسسة غيل وصندوق المثليات للصحة في جمعية المثليين والمثليات الطبية ومؤسسة هورايزون وصندوق روي سكريفنر لجمعية علم النفس الأمريكية.
كتب مايكل ج. روزنفيلد، أستاذ مشارك في علم الاجتماع بجامعة ستانفورد، في دراسة نشرت عام 2010 في مجلة الديموغرافيا أن «نقد الأدب - أن أحجام عينة الدراسات أصغر من أن تسمح بإجراء اختبارات قوية إحصائياً- لتكون ذا صلة.» وجدت دراسة روزنفيلد، «أول من استخدم نموذجًا كبيرًا من البيانات الممثلة على المستوى الوطني»، أن أطفال الأزواج المثليين أظهروا نتائج طبيعية في المدرسة. تشير الدراسة إلى أن «النتيجة الأساسية هنا، توفر مقياسًا للتحقق من صحة الدراسات الصغيرة السابقة والمناقشات كثيرًا.»
وفقًا لبحث صدر عام 2005 عن جمعية علم النفس الأمريكية:
في عام 2010، ذكرت الجمعية الأمريكية للطب النفسي، وجمعية كاليفورنيا للطب النفسي، والرابطة الأمريكية للطب النفسي، والرابطة الأمريكية للزواج والعلاج الأسري:

### الإجماع
وجدت الأبحاث العلمية التي قارنت بشكل مباشر النتائج مع أطفال الآباء والأمهات المثليين والمثليات مع نتائج للأطفال من الآباء المغايرين أن الأطفال الذين رباهم الأزواج المثليون يتمتعون بصحة جسدية أو نفسية، وقدرة، وناجحة مثل أولئك الذين يربيهم الأزواج المغايرون، على الرغم من أن التمييز القانوني الكبير وعدم المساواة لا يزالان يشكلان تحديات كبيرة لهذه الأسر. لم تحدد المؤسسات الكبرى لأخصائيي الصحة العقلية في الولايات المتحدة وكندا وأستراليا البحوث التجريبية الموثوقة التي تشير إلى عكس ذلك. ويؤكد عالم الاجتماع ويندي مانينغ استنتاجهم أن «[الدراسات] تكشف أن الأطفال الذين ترعرعوا في أسر الوالدين المثليين هم أيضا مثلهم مثل الأطفال الذين ترعرعوا في أسر الوالدين المغايرين عبر مجموعة واسعة من تدابير رفاه الطفل: الأداء الأكاديمي، والمعرفي التنموي، والتنمية الاجتماعية، والصحة النفسية، والنشاط الجنسي في وقت مبكر، وتعاطي المخدرات». يسمح نطاق هذه الدراسات باستخلاص النتائج بما يتجاوز أي نطاق ضيق من رفاهية الطفل، وتشير الأبحاث أيضًا إلى أن الرفاه المالي والنفسي والبدني للآباء يتعزز بالزواج وأن الأطفال يستفيدون من كونهم تربوا من قبل أبوين داخل اتحاد معترف به قانونا. هناك أدلة على أن الأسر النووية التي لديها آباء مثليين أكثر مساواة في توزيعها لأنشطة رعاية الأطفال والمنزل، وبالتالي فهي أقل عرضة لاحتضان الأدوار التقليدية للجنسين. ومع ذلك، تفيد الأكاديمية الأمريكية لطب الأطفال أنه لا توجد فروق في اهتمامات وهوايات الأطفال ذوي الوالدين المثليين جنسياً مع أولئك ذوي الوالدين المغايرين.
منذ سبعينيات القرن الماضي، أصبح من الواضح بشكل متزايد أنها عملية عائلية (مثل جودة الأبوة والأمومة، والرفاه النفسي الاجتماعي للآباء، ونوعية ورضا العلاقات داخل الأسرة، ومستوى التعاون والانسجام بين الوالدين) التي تسهم في تحديد رفاهية الأطفال ونتائجهم بدلاً من الهياكل الأسرية، في حد ذاتها، مثل عدد الوالدين ونوع جنسهم وحياتهم الجنسية ومساكنتهم. منذ نهاية الثمانينات، ونتيجة لذلك، فقد ثبت جيدًا أن الأطفال والمراهقين يمكن ضبطهم جيدًا في أوضاع غير تقليدية كما هو الحال في الإعدادات التقليدية. علاوة على ذلك، في حين أن عوامل مثل عدد الوالدين وحالة مساكنتهما يمكن أن تؤثر في جودة العلاقة بشكل إجمالي ولا تؤثر في نفس الشيء، لم يتم إثبات نفس الشيء فيما يتعلق بالجنس. وفقًا لعالمة الاجتماع جوديث ستايسي من جامعة نيويورك، «نادرًا ما يوجد إجماع كبير في أي مجال من مجالات العلوم الاجتماعية كما في حالة الأبوة والأمومة للمثليين، وهذا هو السبب في أن الأكاديمية الأمريكية لطب الأطفال وجميع المنظمات المهنية الكبرى ذات الخبرة في مجال رفاهية الطفل أصدرت تقارير وقرارات لدعم حقوق الوالدين للمثليين والمثليات». وتشمل هذه المنظمات الأكاديمية الأمريكية لطب الأطفال، والأكاديمية الأمريكية للطب النفسي للأطفال والمراهقين، والجمعية الأمريكية للأطباء النفسيين، وجمعية علم النفس الأمريكية، والجمعية الأمريكية للزواج وعلاج الأسرة، وجمعية التحليل النفسي الأمريكية، والرابطة الوطنية للأخصائيين الاجتماعيين، ودوري رعاية الطفولة الأمريكية، مجلس أمريكا الشمالية لتبني الأطفال، وجمعية علم النفس الكندية. في عام 2006، قال غريغوري ام. هيرك في عالم النفس الأمريكي: «إذا كان الوالدان من المثليين أو المثليات أو مزدوجي التوجه الجنسي بطبيعتهم أقل قدرة من الوالدين المغايرين على المقارنة، فسيقوم أطفالهما بدليل على مشاكل بغض النظر عن نوع العينة. لم يتم ملاحظة هذا النمط بشكل واضح. البحث في الأدبيات لدحض الفرضية الفارغة، فإن عبء الإثبات التجريبي يقع على عاتق من يجادلون بأن أطفال آباء الأقليات الجنسية أسوأ حالًا من أطفال الآباء المغايرين.» تشمل الدراسات والتحليلات تحليل بريدجيت فيتزجيرالد لعام 1999 للبحوث المتعلقة بأبوة المثليين والمثليات، والتي نشرت في مجلة «مراجعة الأسرة والعائلة»، والتي خلصت إلى أن الدراسات المتاحة خلصت عمومًا إلى أن «التوجه الجنسي للآباء ليس مؤشرا فعالا أو هاما على تطور الطفولة الناجح». وقال غريغوري إم. هيريك في نقاش لعام 2006 في مجلة علم النفس الأمريكية: «على الرغم من التباين الكبير في جودة عيناتهم وتصميم البحث وطرق القياس وتقنيات تحليل البيانات، فإن النتائج حتى الآن كانت متسقة بشكل ملحوظ. تقارن دراسات تجريبية الأطفال الذين ترعرعوا مع آباء الأقليات الجنسية وتلك التي يترعرعون في غير ذلك من المقارنة لم يجد الوالدان المغايران تباينات موثوقة في الصحة العقلية أو التكيف الاجتماعي، ولم توجد فروق في قدرة الأبوة والأمومة بين الأمهات المثليات والأمهات المغايرين، فإن الدراسات التي تفحص آباء المثليين أقل عددًا ولكن لا تظهر أن الرجال المثليين أقل ملائمة أو قادرين كوالدين من الرجال المغايرين.» بالإضافة إلى ذلك، يخشى البعض من أن يرث الأطفال اضطراب الهوية الجندرية لدى آبائهم أو مشاكل بديلة في مجال الصحة العقلية في حالة الوالد المتحول الجنسي، ولكن هناك أبحاث تشير إلى «عدم وجود دليل على أن الأطفال الذين ترعرعوا مع أبوين أحدهما متحولون جنسياً لديهم فرصة أكبر للتجربة [...] قضايا التنمية من التي أثارها الآباء غير المتحولين جنسيا» ويظهر المزيد من البحوث السريرية أن«أطفال الآباء الذين يختلفون جندريا لا يعانون من خلل في النوع الاجتماعي أو الأمراض العقلية» بسبب تشخيص والديهم باضطراب الهوية الجندرية. وجدت دراسة في عام 1996 «لا توجد فروق في أي تدابير بين الآباء المثليين والمثليات فيما يتعلق بأنماط الأبوة والأمومة، والتكيف العاطفي، والتوجه الجنسي للطفل (الأطفال)»؛ وتوصلت دراسة في عام 2008 إلى استنتاجات مماثلة.
في يونيو 2010، تم الإعلان عن نتائج دراسة طولية مستمرة استمرت 25 عامًا أجرتها نانيت غارتريل من جامعة كاليفورنيا وهيني بوس من جامعة أمستردام. درس غارتريل وبوس 78 طفلاً ولدوا من خلال التلقيح من الجهات المانحة وترعرعوا من قبل أمهات مثليات. تم إجراء مقابلات مع الأمهات وإعطائهن استبيانات سريرية أثناء الحمل وعندما كان عمر أطفالهن 2 و 5 و 10 و 17 عامًا. في ملخص التقرير، ذكر المؤلفون: «وفقًا لتقارير أمهاتهم، تم تصنيف بنات وأبناء الأمهات المثليات اللائي يبلغن من العمر 17 عامًا في مرتبة أعلى بكثير في الكفاءة الاجتماعية والمدرسية/الأكاديمية، والإجمالية الكلية وأقل بشكل ملحوظ في مشاكل المجال الاجتماعي، وكسر القواعد، السلوك العدواني، والخارجي عن سلوك نظرائهم المتطابقين في العينة المعيارية لشينباخ من الشباب الأمريكي».
خلص تحليل أدبيات العلوم الاجتماعية الواسعة حول مسألة النتائج النفسية للأطفال التي أثارها الوالدان المثليان من قبل المعهد الأسترالي للدراسات الأسرية في عام 2013 إلى أن «هناك الآن دليل قوي على أن الأسر المثلية تشكل بيئات داعمة لتربية الأطفال» وهذا فيما يتعلق بالأبوة للمثليات«... يبدو أن هناك فوائد واضحة فيما يتعلق بما يلي: جودة تجربة الأبوة والأمومة مقارنة بأقرانهم من الوالدين في أسر مغايرة؛ تسامح أكبر للأطفال والشباب مع الأشخاص ذوي التنوع الجنسي والجندري، والمرونة الجندرية التي يبديها الأطفال، وخاصة الأبناء».

### التوجه الجنسي والدور الجندري
لقد فحص عدد من الدراسات ما إذا كان أطفال الآباء المثليين والمثليات أكثر عرضة لكون أطفالهم مثليون ومثليات. في بحث 2001 ل21 دراسة، وجدت جوديث ستايسي وتيموثي بيبلارز أن الباحثين كثيراً ما قللوا من شأن النتائج التي تشير إلى وجود اختلاف فيما يتعلق بنوع الجنس لدى الأطفال، والتفضيلات الجنسية والسلوك، مما يشير إلى وجود بيئة من الانحياز الجنسي المغاير أعاق البحث العلمي في الأمر. تشير النتائج التي توصلوا إليها إلى أن أطفال الوالدين المثليين أو المثليات يبدون أقل تقليدية من حيث نوع الجنس وأنهم أكثر عرضة للانفتاح على العلاقات المثلية، والتي قد تكون جزئيًا بسبب عمليات التنشئة الوراثية أو العائلية أو «التأثيرات السياقية»، على الرغم من أن الأطفال الذين تمت تربيتهم من الأزواج المثليين ليسوا أكثر عرضة لتعريف أنفسهم بأنهم مزدوجي التوجه الجنسي أو مثليات أو مثليون ومعظمهم يعرف بأنه من مغايرون. وفقًا لتعداد الولايات المتحدة، فإن 80% من الأطفال الذين رباهم الأزواج المثليون في الولايات المتحدة هم أطفالهم البيولوجيون. عندما يتعلق الأمر بعمليات التنشئة الاجتماعية للأسرة و «التأثيرات السياقية»، يشير ستايسي وبيبلارز إلى أن الأطفال مع مثل هؤلاء الآباء هم أكثر عرضة بشكل غير متناسب للنمو في سياقات المدرسة والجوار والسياق الاجتماعي الأكثر تسامحًا نسبيًا، والتي تكون أقل من المغايرين.
وجد بحث أجرته شارلوت باترسون عام 2005 لصالح جمعية علم النفس الأمريكية أن البيانات المتاحة لا تشير إلى ارتفاع معدلات المثلية الجنسية بين أطفال الآباء المثليين أو المثليات. يصف بحث هيريك لعام 2006 البيانات المتاحة حول هذه النقطة بأنها محدودة. يؤكد ستايسي وبيبلارز وهيرك أن التوجه الجنسي وتحديد نوع الجنس للأطفال لهما أهمية محدودة في مناقشات الملاءمة أو السياسات الوالدية للآباء بناءً على ذلك. في بحث لعام 2010 قارن بين الأسر ذات الأب الواحد والأنواع الأخرى من الأسرة، قال ستايسي وبيبلارز، «لا نعرف إلا القليل عن كيفية تأثير الوالدين على تطور الهويات الجنسية لأطفالهم أو كيف يتقاطع هؤلاء مع الجندر».
لا يوجد لدى أطفال الآباء المثليين أي اختلافات في سلوكيات دورهم الجندري مقارنةً بتلك التي لوحظت في الهياكل الأسرية المغايرة. في الواقع، كشفت دراسة أجراها بوس وساندفورت (2009) أيضًا أن الأطفال الذين رباهم الأزواج المثليون شعروا بضغط أقل لاتباع الصور النمطية الجندرية.

### رهاب المثلية ورهاب التحول الجنسي
قد يواجه الأطفال مواقف سلبية من المضايقات تجاه آباءهم من خلال العيش في المجتمع.

### أمور أخرى
يتساءل ستيفن هيكس، وهو أستاذ في الرعاية الصحية والاجتماعية في جامعة سالفورد عن قيمة محاولة إثبات أن الآباء المثليين أو المثليات يعانون من عيوب أو مناسبون. وهو يجادل بأن مثل هذه المواقف معيبة لأنها على علم بأيديولوجيات تعارض أو تدعم مثل هذه الأسر. في رأي هيكس:

### التحريف من قبل المعارضين
في بيان صدر عام 2006، أصدرت الجمعية الكندية لعلم النفس بيانًا مُحدثًا عن استنتاجاتها في عامي 2003 و 2005، قائلة: «تدرك الجمعية الكندية لعلم النفس وتقدر حق الأشخاص والمؤسسات في الحصول على آرائهم ومواقفهم بشأن هذه المسألة. ومع ذلك، فإن الجمعية الكندية لعلم النفس تشعر بالقلق من أن بعض الأشخاص والمؤسسات تقوم بتفسير نتائج البحوث النفسية بشكل غير صحيح لدعم مواقفها، عندما تعتمد مواقفها بشكل أكثر دقة على أنظمة المعتقدات أو القيم الأخرى.» لاحظت العديد من المنظمات المهنية أن الدراسات التي يدعيها معارضو الأبوة للمثليين كدليل على أن الآباء من الأزواج المثليين غير مناسبين لا تتناول في الواقع الأبوة والأمومة للمثليين، وبالتالي لا تسمح باستخلاص أي استنتاجات حول آثار الجنس أو التوجهات الجنسية للوالدين. بدلا من ذلك، وجدت هذه الدراسات، التي أخذت عينات من الوالدين من جنسين مختلفين فقط، أنه من الأفضل للأطفال أن يربيهما والدان بدلاً من واحد، و/أو أن طلاق أو وفاة أحد الوالدين كان له تأثير سلبي على الأطفال.
في قضية بيري ضد براون، والتي وجد فيها القاضي فون ووكر أن الدراسات المتوفرة على أبناء الزوج، والتي أشار معارضو زواج المثليين لدعم موقفهم بأن من الأفضل للطفل أن يربيه أمه وأبوه البيولوجيون، لا تعزل «العلاقة الوراثية بين الوالد والطفل كمتغير يتم اختباره» وقارن فقط«الأطفال الذين تم تربيتهم من قبل آباء متزوجون أو بيولوجيون مع أطفال تم تربيتهم من قبل آباء غير متزوجين، أمهات غير متزوجات، عائلات غير متزوجة، آباء متساكنون،» ومن ثم «قارن بين مختلف الهياكل الأسرية ولا يركزون على البيولوجيا». استشهدت قضية بيري أيضًا بالدراسات التي أظهرت أن «الأطفال المتبنين أو الأطفال الذين ولدوا باستخدام المتبرعين بالبيض أو الحيوانات المنوية من المحتمل أن يكونوا سليمين تمامًا مثل الأطفال الذين يربيهم آباؤهم البيولوجيون.»
أشار غريغوري ام. هيرك في عام 2006 إلى أن "البحث التجريبي لا يمكنه التوفيق بين الخلافات حول القيم الأساسية، لكنه جيد جدًا في معالجة الأسئلة المتعلقة بالحقيقة. ستضعف المناقشات السياسية إذا تم ببساطة اعتبار هذا المصدر المهم للمعرفة باعتباره "مشاجرة لقد قال، لقد قالت".

## الجوانب الأخرى

### زواج المثليين
غالبًا ما يتم إثارة الأبوة والأمومة للمثليين كقضية في النقاشات حول الاعتراف بزواج المثليين بموجب القانون.

### الأبوة والأمومة للمتحولين جنسيا
هناك القليل أو عدم وجود دعم أو دعم عام من خلال موارد الحمل والأبوة الموجَّهة نحو الآباء المتحولين جنسيا.
في حين أن «الأبوين المثليين والمثليات يحصلون على حالة الأبوة [...] يكادون لا يفقدونها مطلقًا»، فإن هذا ليس هو الحال بالنسبة للآباء والأمهات المتحولين جنسيا، كما هو الحال مع حالتي سوزان دالي (1983) ومارتا بويد (2007)، وهما امرأتان متحولتان كلاهما كان لهما حقوق أبوية، فيما يتعلق بالأطفال البيولوجيين، ولكن تم إنهاؤها على أساس تشخيص اضطراب الهوية الجندرية وحالتهم الجندريية. كان يُنظر إليهم على أنهم تخلوا عن دورهم ك«آباء» خلال تحولهم من رجال إلى نساء، وكان يُتصور أنهم تصرفوا بشكل أناني في وضع احتياجاتهم الجندرية/ وهويتهم قبل رفاهية أطفالهم. هذه القضايا هي من بين العديد من معارك الحضانة القانونية التي خاضها الوالدان المتحولون، حيث تجاهلت المحاكم الأمريكية تمامًا ملاءمة المدعى عليهم بوصفهم «والد» بدلاً من «أمهات» أو «آباء». في حالة الأفراد المتحولين الذين يرغبون في أن يصبحوا آباء وأن يتم الاعتراف بهم قانونًا بوصفهم أمهات أو آباء لأبنائهم، غالبًا ما ترفض المحاكم الاعتراف قانونًا بهذه الأدوار بسبب التمييز البيولوجي. مثال على ذلك هي قضية X و Y و Z مقابل المملكة المتحدة ، حيث X، رجل متحول كان في علاقة مستقرة مع Y، امرأة بيولوجية أنجبوا Z من خلال التلقيح الاصطناعي الذي كان X موجودًا به دائمًا، تم رفض الحق في أن يتم إدراجهم كأب Z في شهادة ميلادهم بسبب حقيقة أنه لم يقم بتخصيب Y بشكل مباشر.
في الآونة الأخيرة، بدأت كندا في الاعتراف بحقوق الأبوة للمتحولين جنسيا فيما يتعلق بترتيبات الوصاية والاعتراف القانوني بوضع الوالدين. في عام 2001، تمكنت ليزلي (هوارد سابقًا) فورستر من الحفاظ على حضانة ابنتها بعد أن تقدم شريكها السابق للحضانة الوحيدة على أساس تحول ليزلي جنسيا. قضت المحاكم بأن "تغيير جنس مقدم الطلب، في حد ذاته، دون مزيد من الأدلة، لن يشكل تغييرا ماديا في الظروف، ولن يعتبر عاملا سلبيا في تحديد الحضانة"، مما يمثل قضية بارزة في قانون الأسرة حيث "أن تحول الشخص جنسيا" لا علاقة له بمفرده كعامل في قدرته على أن يكون والدًا صالحًا". بالإضافة إلى ذلك، تم السماح ل جاي والاس، وهو رجل متحول جنسيا مقيم في تورنتو، كندا، بالاعتراف به كوالد ستانلي في نموذج بيان الميلاد الحي لمقاطعة أونتاريو، والذي يمثل فصلًا عن علم الوراثة والجنس الحيوي فيما يتعلق بأدوار الوالدين.